# Fernando Martins de Mascarenhas
Fernando Martins de Mascarenhas (Montemor-o-Novo, 1548 — 20 de Janeiro de 1628) foi um teólogo e bispo português.

## Biografia
Foi homem de confiança do Cardeal D. Henrique e, durante o seu reinado, esteve presente no Concílio de Trento em sua representação. 
Considerado um homem de grande cultura e um dos melhores teólogos do seu tempo, estudou Artes, Teologia e Humanidades em Évora e doutorou-se em Teologia na Universidade de Coimbra. Entre 1586 e 1594 foi Cónego da Sé de Évora e reitor da Universidade de Coimbra.
A 3 de Janeiro de 1594 foi nomeado bispo do Algarve. Enquanto desempenhou este cargo mandou armar uma galeota para proteger os pescadores dos ataques dos piratas muçulmanos, acudiu aos necessitados nas crises de epidemia de Faro e da fome de Portimão, fundou o Colégio dos Jesuítas de Portimão em 1599 e em 1607 ajudou à construção do Convento dos Capuchos de Tavira.
Deixou este cargo para se tornar inquisidor-mor a 4 de Junho de 1616. Em 1618 foi prior-mor de Guimarães.

## Obras
- Tractatus de Legibus
- Commentaria in Proverbia Salomonis
- Tratactus de Auxiliis divinae gratiae ad actus supernaturalis (1604)
- Pro defensione Immaculatae Conceptionis Epistola (1616)